# Emerich Sinelli
Emerich Sinelli (Komárno, 29 giugno 1622 – Vienna, 23 febbraio 1685) è stato un vescovo cattolico austriaco.

## Biografia
Era figlio di Michele Senelli, originario di Roma, ma trasferitosi con la famiglia in Ungheria poco dopo il matrimonio. Emerich venne battezzato con i nomi di Giovanni Antonio. Studiò filosofia a Ingolstadt e a Linz, entrando nell'Ordine dei frati minori cappuccini a soli 21 anni e prendendo il nome di Emerich (anche nella variante Emmerich). Godette di grande fiducia e stima presso la corte imperiale in quanto si era battuto contro le eresie ed in particolare contro i protestanti nella Bassa Austria ed a Praga, a tal punto che l'imperatore Leopoldo I d'Asburgo lo volle come proprio consigliere con una speciale delega in materia religiosa.
Il riconoscenza del suo servizio, il 17 novembre 1680 l'imperatore lo nominò vescovo di Vienna anche se il Sinelli in un primo momento declinò l'offerta, essendosi votato a una vita monastica mendicante. Successivamente però, su pressione di papa Innocenzo XI che vedeva in lui una figura chiave per la Chiesa austriaca, attraverso il nunzio apostolico in Austria, ricevette la consacrazione episcopale, l'11 maggio 1681. Sinelli divenne consigliere segreto di stato e successivamente primo ministro (1682), vivendo comunque in modo frugale.
Fu lui a celebrare le vittorie austriache sui Turchi, il che si riproponeva nell'ottica post-conciliare, come una vittoria sull'infedele e sul trionfo di una nuova crociata condotta a vantaggio della cristianità. Fu quindi a partire dal 1683, con l'aiuto di Marco d'Aviano (nunzio apostolico a Vienna), che ricostituì uno stato ecclesiastico valente nel viennese.

## Genealogia episcopale
La genealogia episcopale è:
- Cardinale Tolomeo Gallio
- Vescovo Cesare Speciano
- Patriarca Andrés Pacheco
- Cardinale Agostino Spinola
- Cardinale Giulio Cesare Sacchetti
- Cardinale Ciriaco Rocci
- Cardinale Carlo Carafa della Spina, C.R.
- Cardinale Francesco Bonvisi
- Vescovo Emerich Sinelli, O.F.M.Cap.